# Публий Корнелий Лентул Сципион (консул-суффект 24 года)
Публий Корнелий Лентул Сципион (лат. Publius Cornelius Lentulus Scipio) (около 15 года до н. э. — после 52 года) — римский военный и политический деятель, консул-суффект в 24 году.

## Биография
Отцом Лентула Сципиона был Публий Корнелий Лентул Сципион.
Он входил в состав коллегий понтификов и фециалов. В 15 году назначен претором. В 20—23 годах занимал должность легата IX Испанского легиона. В 20 году перевёл легион из Паннонии в Африку для усиления находившегося там войска. В 21—22 годах участвовал в подавлении восстания Такфарината, защищал Лепту и отрезал Такфаринату пути отступления к гарамантам. В 23 году его легион вернулся в Паннонию.
В 24 году Сципион занимал должность консула-суффекта. В 32 году в сенате внёс предложение о проклятии памяти Ливии Юлии, которая отравила своего мужа Друза, сына Тиберия, а также о передаче конфискованного имущества Сеяна из казначейства в императорскую казну. В 41—42 годах управлял Азией в должности проконсула.
В 47 году, в результате коварных козней жены императора Клавдия Мессалины вторая жена Сципиона Поппея Сабина Старшая была привлечена к суду за прелюбодеяние с Валерием Азиатиком и покончила с собой. Во время обсуждения этого дела в сенате Сципион высказывался уклончиво, стараясь ни оскорбить принцепса и ни признать виновность жены. В 51 году в сенате Сципион предложил принести благодарность от лица государства влиятельному вольноотпущеннику Клавдия Палланту за то, что он пренебрегал своим знатным происхождением от царей Аркадии и удовлетворяется положением помощника принцепса. В следующем году Сципион скончался.